# 羽鳥千尋
羽鳥 千尋（はとり ちひろ、1886年 - 1912年）は、森鷗外の小説「羽鳥千尋」のモデルとなった人物である。群馬県佐波郡玉村町に生まれる。父は陸軍軍医の羽鳥文作。

## 経歴
- 1894年 上州玉村（現在の群馬県玉村町）にある玉振学舎で漢文の句読を授けられた。師は漢学者の中島竦（中島敦の伯父）。
- 1896年 父羽鳥文作が台湾へ赴任。しかし風土病にかかり帰国する。
- 1899年 父が小倉衛戍病院一等軍医心得となるが、容態が悪化し35歳で没した。
- 高崎中学（現・群馬県立高崎高等学校）を首席で卒業。
- 親類の債務のため大学受験ができず、やむなく学歴なしに受験できた医師国家試験をめざし、前期試験に合格。
- 1910年 実地試験である後期試験準備のため、森鴎外に援助を求める手紙を出す。
- 森鴎外の仲介で陸軍軍医学校の雇員となり、働きながら試験準備を行うが、肺結核をわずらう。
- 1912年6月 肺結核の悪化により26歳で死去。
- 1912年12月 森鴎外が中央公論に「羽鳥千尋」を発表。

## 関連文献・論文
- 「明治四十年代文学における青年像」（「文学」1971年）
- 「日露戦後文学の研究」有精堂（1985年）
- 「眠れ胡蝶よやすらけく─森鴎外に愛された一青年の生涯─」佐々木啓之（近代文芸社）1995年
- 「近代文学の一側面」中村潔（1991年）